# Eulithis samnitica
Eulithis samnitica är en fjärilsart som beskrevs av Franz Dannehl 1933. Eulithis samnitica ingår i släktet Eulithis och familjen mätare. Inga underarter finns listade i Catalogue of Life.